# Сире ле Мареј
Сире ле Мареј (фр. Cirey-lès-Mareilles) насеље је и општина у североисточној Француској у региону Шампањ-Арден, у департману Горња Марна која припада префектури Шомон.
По подацима из 2011. године у општини је живело 127 становника, а густина насељености је износила 8,7 становника/km². Општина се простире на површини од 14,59 km². Налази се на средњој надморској висини од 351 метар.

## Демографија
| 1962. | 1968. | 1975. | 1982. | 1990. | 1999. | 2011. |
| ----- | ----- | ----- | ----- | ----- | ----- | ----- |
| 103   | 135   | 120   | 107   | 109   | 101   | 127   |

График промене броја становника у току последњих година